# Crotalaria inopinata
Crotalaria inopinata är en ärtväxtart som först beskrevs av Hermann August Theodor Harms, och fick sitt nu gällande namn av Roger Marcus Polhill. Crotalaria inopinata ingår i släktet sunnhampor, och familjen ärtväxter. Inga underarter finns listade i Catalogue of Life.